# 佩德里尼亞斯
11°11′31″S 37°40′26″W / 11.19194°S 37.67389°W
佩德里尼亞斯（葡萄牙語：Pedrinhas），是巴西的城鎮，位於該國東北部，由塞爾希培州負責管轄，始建於1953年11月25日，面積34平方公里，海拔高度165米，2010年人口8,833，人口密度每平方公里260.24人。